# Betty Fiechter
Betty Fiechter, (Villeret, Jura bernés, 1896 - Lausana, 1971) fue una empresaria suiza, que dirigió y desarrolló la empresa relojera Blancpain en Villeret.

## Semblanza
Betty Fiechter nació en 1896 en la localidad suiza de Villeret. Se hizo cargo de la empresa relojera Blancpain en Villeret en 1933, convirtiéndose así en la primera directora general de una empresa de este tipo.
En 1950, se le unió su sobrino Jean-Jacques Fiechter, quien se convirtió en el nuevo director general, conservando ella misma el cargo de presidenta. Juntos renovaron el catálogo de calibres de relojes, incluido el movimiento redondo más pequeño del mundo (con un diámetro de 11,85 mm) destinado al diseño de relojes-joya, y en particular para el modelo Ladybird. También se lanzaron relojes de buceo, como el famoso Blancpain Fifty Fathoms en 1953, una novedad que causó revuelo gracias a sus cualidades excepcionales e innovadoras. Este reloj tenía una presencia destacada en la película de 1956 El mundo del silencio del comandante Cousteau. Betty Fiechter todavía era presidenta en 1960 (permaneció hasta su muerte) cuando Rayville se unió al poderoso holding SSIH (Sociedad Suiza para la Industria Relojera), del que se convirtió en miembro de la junta directiva.
El mismo año, Betty y Jean-Jacques Fiechter crearon Fiechter & Cie, una empresa especializada en Estudio, desarrollo, venta y representación de nuevos productos en el campo de la mecánica deportiva y de precisión.
En Villeret, en la rue des Sources, una pequeña estatua que representa un busto de Betty Fiechter está acompañada de un texto que la presenta como iniciadora del nuevo distrito de Planches en su pueblo natal. De hecho, compró un terreno agrícola (la finca de Planches) que se transformó en una zona edificable que en 2021 estaba ocupada por varias decenas de viviendas familiares.
Al unirse en 1947 a la Sociedad de Emulación del Jura, sección Erguël, Betty Fiechter mostró su interés por la vida cultural de su región. Perteneció a la sociedad hasta su muerte.

## Reconocimientos
- Se inauguró una estatua suya en 2022 en la plaza del pueblo de Villeret.[12] Forma parte de una serie de cinco estatuas[N 1] de personalidades femeninas de la historia del Jura bernés,[13] creadas por Helena von Beust como continuación de la exposición “ExceptionnELLES” en Biena en 2021[12] y con el objetivo particular de dar mayor visibilidad a las mujeres en el espacio público.[14][15]